# Maxmilián Adam ze Starhembergu
Maxmilián Adam František hrabě ze Starhembergu (německy Maximilian Adam Franz Graf von Starhemberg; 11. října 1669 Vídeň – 22. listopadu 1741 Vídeň) byl rakouský vojevůdce ze staré šlechtické rodiny. Zúčastnil se dynastických válek na přelomu 17. a 18. století, vynikl ve válce o španělské dědictví a bojích proti Turkům. V roce 1723 dosáhl hodnosti polního maršála, poté byl členem dvorské válečné rady a velitelem ve Vídni.

## Životopis
Pocházel ze starobylého šlechtického rodu Starhembergů, narodil se jako nejmladší ze sedmi dětí hraběte Bartoloměje III. ze Starhembergu (1625–1676), matka Esther pocházela z rodu Windischgrätzů. Od mládí sloužil v císařské armádě a v nižších hodnostech bojoval v devítileté válce. Na počátku války o španělské dědictví byl osobním pobočníkem arcivévody Josefa při obléhání pevnosti Landau (1702). V roce 1703 byl již plukovníkem a majitelem vlastního pluku, vynikl v bojích v Itálii, mimo jiné při obléhání Verony a v roce 1704 dosáhl hodnosti generála. V roce 1706 byl povýšen na polního podmaršála a téhož roku byl převelen do Uher, kde měl bojovat proti Rákocziho povstání. Na povstalcích dobyl město Kőszeg a poté byl velitelem v Trnavě. Nakonec padl do zajetí, z něhož po devíti měsících uprchl přes Slezsko a Moravu do Vídně.
Později se stal členem dvorské válečné rady a v roce 1716 byl povýšen do hodnosti polního zbrojmistra. Pod velením Evžena Savojského vynikl ve válce proti Turkům (1716–1717), kde byl zraněn v bitvě u Petrovaradína. Od roku 1717 byl ředitelem nově zřízené dělostřelecké školy ve Vídni a v roce 1719 byl jmenován tajným radou, téhož roku se stal zástupcem velitele ve Vídni. V roce 1723 dosáhl hodnosti polního maršála, zároveň se stal vrchním velitelem dělostřelectva. Za dočasně nepřítomného maršála Wiricha Dauna vykonával fakticky funkci velitele ve Vídni, v roce 1734 zastupoval i Evžena Savojského ve funkci prezidenta dvorské válečné rady. Po dobu pobytu Karla VI. v Čechách v roce 1732 byl též členem dočasného místodržitelského sboru. Po nástupu Marie Terezie byl potvrzen ve všech hodnostech a funkcích a po smrti maršála Dauna se měl stát velitelem ve Vídni, sám však ale zemřel ještě téhož roku.
Poprvé se oženil ve Vídni v roce 1706 s hraběnkou Marií Františkou de Lannoy (1683–1724), s níž měl jedenáct dětí. Podruhé se oženil v roce 1735 se svou praneteří Guidobaldinou Starhembergovou (1706–1767), s níž měl ještě jednoho syna. Nejstarší syn z prvního manželství, Emanuel Starhemberg (1708–1771), sloužil též v armádě a za sedmileté války dosáhl hodnosti polního zbrojmistra.
Z Maxmiliánových sourozenců vynikl starší bratr hrabě Guido Starhemberg (1657–1737), který byl též polním maršálem císařské armády a vojevůdcem za války o španělské dědictví.